# OS☆U
OS☆U（オーエスユー、英語: Osu Super idol Unit）は、愛知県名古屋市大須及び東京を拠点に活動する女性ローカルアイドルグループである。にぎわいファクトリー名古屋所属。音楽プロデューサーは油布賢一。『ご当地アイドル四天王』『ご当地アイドル殿堂入り』の称号を持つ。
姉妹ユニット「OS☆K」についても、ここで述べる。

## 概要
2010年8月に"アイドルのコンビニ・品数豊富・24時間元気発信!”をコンセプトに大須商店街から誕生した。メンバーは名古屋をはじめとする東海地方出身者で、公開オーディションにより選ばれた。集団名は読んで字の如く、「大須」にちなむ。創設時・初代プロデューサーは中村浩一。2011年11月よりプロデューサーは奥田晋一。地域活性に特化したアイドルとして活動。2012年4月よりあおなみ線とタイアップして、OS☆Uあおなみ線隊24としてあおなみ線を盛り上げる活動を行ったほか
、2012年7月には愛知県の広報活動を行うPLAY!AICHI特派員に任命された。大須アメ横作戦司令部員でもある。
2013年12月1日に開催された「NHKオンデマンド全国『あまちゃん』マップ全国ご当地アイドルランキングバトル」において、OS☆Uが福岡県のLinQや愛媛県のひめキュンフルーツ缶などの強豪を押しのけて第1位を獲得、2014年度のNHKオンデマンド公式イメージキャラクターに任命された。
2015年1月2日、「にぎわいファクトリー名古屋、I.Y.O」レーベルから11thシングル「ガンガン☆ダンス / 君のために…」をカップリング曲の異なるCD4形態、ミュージックカード57形態、計61形態で3月18日にエイベックス・ミュージック・クリエイティヴよりリリースすることを発表した。同年3月30日付のオリコン週間CDシングルランキングでは推定で26,331枚を売り上げ、2位を記録し自己ベストを更新した。3月下旬に日本ご当地アイドル活性協会より『ご当地アイドル殿堂入り』認定された。
2020年12月、『2020年ご当地アイドル肩書きランキングBEST20』で第2位、『2020年下半期アイドルセレクト10』に選出される。
2023年6月24日、日本ご当地アイドル活性協会から『ご当地アイドル四天王』の称号を授与。今回は2023年度。
2024年4月8日、2年連続『ご当地アイドル四天王』の称号を授与。今回は2024年度。12月25日、「ご当地アイドル神8」に選出される。

### チーム編成
当初は「POP☆STAR」と「SMILE☆STAR」の2チームで活動していたが、2013年4月21日に開催されたダイアモンドホールのライブで、「Platinum☆Stars」と「Golden★Stars」へのチーム再編が発表された（チーム名は2013年5月11日の栄ミナミ音楽祭'13にて発表）。2014年には「Silvely☆Stars」を加えた3チーム制に移行、5期生の加入に伴い同年8月に再びメンバー編成を行い、「チームO」、「チームS」、「チームU」、「チーム☆（スター）」の4チーム編成とした。
2016年1月23日に名古屋X-HALLにて開催した定期公演「This is OS☆U LIVE vol.6」においてTeaｍO・TeamS・TeamU・Team☆を解体し、Elegant☆Star（エレガントスター）、Cheerful☆Star（チアフルスター）、Glowing☆Star（グローイングスター）の3チーム体制で活動することを発表している。

### 派生ユニット
2015年7月29日に高橋萌、八角瑛子、斉藤めぐ、荒木美穂、大野咲貴、星野麻里愛、甲斐彩花のダンス&歌唱力に特化したメンバー7名による選抜ユニット「まねきねこ from OS☆U」がビクターエンタテインメント/VERSIONMUSICから「純真カリビアン/I.N.G!!!」でメジャーデビューし、7月28日付のオリコンデイリーCDシングルランキングでは8位を記録、同年8月10日付の週間CDシングルランキングでは16位を記録した。
2016年5月10日には大須商店街にある「大須演芸場」と「ふれあい広場」などの掲示板にて、清里千聖、朝倉真琴、蝶野晶美、望月綾乃、香田メイの5名からなる新たな派生ユニット「Lady Note from OS☆U」の結成を発表、あわせて同年8月10日に「まねきねこ from OS☆U」が   キングレコード より、「Lady Note from OS☆U」が   エイベックス・ミュージック・クリエイティヴ  よりメジャーファーストミニアルバムを同時に発売し、「アルバムウィークリーランキング対決」で次作のOS☆UメジャーCDのセンターを競うことを発表した。

## メンバー

### 現在のメンバー
| 氏名                            | 生年月日（年齢）       | 出身地 | 期   | 担当カラー           | X(旧Twitter) | 備考                                                                                                  |
| ------------------------------- | ---------------------- | ------ | ---- | -------------------- | ------------ | --- |
| 出雲 やえ （いずも やえ）       | 2009年5月9日（16歳）   | -      | 12期 | 黄色                 | @osu_yae     | 2022年6月4日姉妹ユニット「OS☆K」より移籍。 2024年7月15日から2025年2月19日まで学業のため一時活動休止。 |
| 香田 リン （こうだ りん）       | 2005年2月20日（20歳）  | 愛知県 | 12期 | ピンク               | @osu_rin     | |
| 水沢 桃々 （みずさわ もも）     | 2000年11月18日（24歳） | 淡路島 | 12期 | 緑                   | @osu_momo    | 元ZEST MUSIC SCHOOLスクール生。                                                                       |
| 幸村 望叶 （ゆきむら もか）     | 2001年6月9日（24歳）   |        | 13期 | 赤                   | @osu_moka    | 2024年4月6日姉妹ユニット「OS☆K」より移籍。                                                            |
| 桃川 ひの （ももかわ ひの）     | 2011年1月5日（14歳）   |        | 14期 | 青                   | @osu_hino    | 2024年10月19日姉妹ユニット「OS☆K」より移籍。                                                          |
| 佐伯 茉菜美 （さえき まなみ）   | 2007年4月24日（18歳）  |        | 14期 | 黄緑                 | @osu_manami  | 2024年10月19日姉妹ユニット「OS☆K」より移籍。                                                          |
| 秋原 かなみ （あきはら かなみ） | ????年2月26日          | 岐阜県 | 14期 | オレンジ             | @osu_kanami  | 2024年10月19日姉妹ユニット「OS☆K」より移籍。                                                          |
| 幸村一花 （ゆきむら いちか）    | 2007年5月14日（18歳）  |        | 14期 | 紫                   | @osu_ichika  | 2025年3月20日姉妹ユニット「OS☆K」より移籍。                                                           |
| 橘 華夜 （たちばな かよ）       | 2009年6月16日（16歳）  |        | 14期 | 黒                   | @osu_kayo    | 2025年3月20日姉妹ユニット「OS☆K」より移籍。                                                           |
| 花咲 璃里華 （はなさき りりか） | 2011年10月25日（13歳） |        | 14期 | サンフラワーイエロー | @osu_ririka  | 2025年3月20日姉妹ユニット「OS☆K」より移籍。                                                           |

### 過去に在籍したメンバー
| 氏名                                                | 生年月日（年齢）       | 出身地   | 期    | 脱退日         | 備考 |
| --------------------------------------------------- | ---------------------- | -------- | ----- | -------------- | --- |
| 横地 志保 （よこち しほ）                           | 1992年7月28日（33歳）  | 愛知県   | 1期   | 2011年4月      | - 元リーダー - 卒業後、東京のアイドルグループ「ナト☆カン」で活動後同グループも卒業。 - 声優等の活動を行っている。 |
| 藤田 まい （ふじた まい）                           | 1992年8月18日（32歳）  | 四日市市 | 1期   |                | |
| 小野 勇気 （おの ゆうき）                           | 1993年8月15日（31歳）  | 名古屋市 | 1期   | 2012年4月30日  | 学業優先の為、2012年4月30日のライブ出演をもって卒業。 |
| 犬童 梨乃 （いぬどう りの）                         | 1994年5月6日（31歳）   | 西尾市   | 2期   | 2012年7月20日  | - 2013年4月19日「Sweet Surrender」へ移籍 犬童美乃梨として活動。 - 2014年には東京に進出しリップにも所属していたが、2021年12月31日付をもって退所、芸能活動から引退した。 |
| 梶 美希 （かじ みき）                               | 1993年1月16日（32歳）  | 海津市   | 1期   | 2012年8月18日  | 進路変更の為、卒業。 |
| 岡島 里恋 （おかじま りこ）                         | 1993年9月11日（31歳）  | 安城市   | 1期   | 2012年9月1日   | 進路変更の為、卒業。 |
| 甲本 ヒカリ （こうもと ひかり）                     | 1995年8月27日（29歳）  | 愛知県   | 2期   | 2012年9月5日   | 活動休止を経て、保護者の意向により脱退。 |
| 臼田 瑞姫 （うすだ みずき）                         | 1994年2月17日（31歳）  | -        | 3期   | 2012年10月9日  | - 2013年4月19日「Sweet Surrender」へ移籍し活動後、同グループを脱退。 - 2014年4月19日「Kebab」として活動後、同グループを卒業。 - 2017年2月11日に「Rizbeat」として活動後、同グループが活動休止。                                                                                      |
| 氷室 のどか （ひむろ のどか）                       | 1993年5月31日（32歳）  | 弥富市   | 1期   | 2013年1月20日  | 卒業後にぎわいファクトリーのモデルとして活動。 |
| 長澤 キャサリン 雅子 （ながさわ きゃさりん まさこ） | 1994年6月29日（31歳）  | 豊橋市   | 2期   | 2013年2月28日  | 体調不良による活動休止を経て脱退。 |
| 土方 瑛里香 （ひじかた えりか）                     | 1994年3月16日（31歳）  | 名古屋市 | 1期   | 2013年3月末    | 2013年4月19日、「Sweet Surrender」へ移籍し活動後、同グループを脱退。 |
| 玉置 亜弥 （たまき あや）                           | 1994年3月11日（31歳）  | 豊橋市   | 2期   | 2013年3月末    | |
| 桜木 まい （さくらぎ まい）                         | 1996年4月16日（29歳）  | 名古屋市 | 4期   | -              | お披露目後、正式加入発表前に辞退。 |
| 宇佐美 沙耶香 （うさみ さやか）                     | 1996年9月11日（28歳）  | 愛知県   | 3期   | 2014年4月17日  | - Silvery☆Stars - 活動休止後、2014年4月17日のライブをもって卒業。 |
| 戸田 玲香 （とだ れいか）                           | 1994年8月9日（30歳）   | -        | 5期   | 2014年10月1日  | 2014年8月24日お披露目後、家庭の事情により脱退。 |
| 加藤 亜優 （かとう あゆ）                           | 2001年7月16日（24歳）  | -        | 5期   | 2015年3月末    | - Team ☆ - ちゃおガール2013準グランプリ。 - 学業との両立が厳しく、学業に支障をきたしたため活動を辞退。 |
| 大島 梨紗 （おおしま りさ）                         | 1995年11月9日（29歳）  | 一宮市   | 5期   | 2015年3月末    | - Team ☆ - 学業との両立が厳しく、学業に支障をきたしたため活動を辞退。 |
| 伴 かなみ （ばん かなみ）                           | 1993年8月4日（31歳）   | 名古屋市 | 1期   | 2015年5月14日  | - Platinum☆Stars → Team U - 東京に拠点を移しソロ活動のため卒業。 |
| 成瀬 未佳 （なるせ みか）                           | 1995年6月20日（30歳）  | 愛知県   | 3期   | 2015年5月13日  | - Silvery☆Stars → Team U - 個人ブログにて卒業を発表。 - その後「成瀬未夏」名義でアイドルユニット「全力少女R」として活動後2020年1月26日に卒業、芸能界引退。 |
| 美和 明日香 （みわ あすか）                         | 1996年3月28日（29歳）  | -        | 3期   | 2015年5月13日  | - Silvery☆Stars → Team S - 学業へ専念するため卒業。 |
| 渡辺 友貴 （わたなべ ゆき）                         | 1999年5月13日（26歳）  | 名古屋市 | 4期   | 2015年6月30日  | - Golden★Stars → Team S - 学業へ専念するために卒業。その後上京し、2021.03-ニコニコ♡STAGE みなみゆきとして活動中 |
| 奥坂 まり （おくさか まり）                         | -                      | -        | 6期   | 2015年10月19日 | お披露目後、6期生単独デビュー前に活動辞退。 |
| 森咲 智美 （もりさき ともみ）                       | 1992年8月12日（32歳）  | 名古屋市 | 1期   | 2016年3月26日  | - Platinum☆Stars → Team U → Elegant☆Star - 東京に拠点を移しグラビアの分野の活動のため卒業。 |
| 若杉 凜 （わかすぎ りん）                           | 1998年12月24日（26歳） | -        | 5期   | 2016年5月31日  | - Team ☆ → Glowing☆Star - 東京の美容学校へ進学のため卒業。 |
| 朝倉 真琴 （あさくら まこと）                       | 1994年7月18日（31歳）  | 愛知県   | 2期   | 2016年12月23日 | - Golden★Stars → Team O → Elegant☆Star - 派生ユニット「Lady Note from OS☆U」元メンバー。 - 就職のため卒業。 |
| 蝶野 晶美 （ちょうの まさみ）                       | 1994年3月28日（31歳）  | 愛知県   | 2期   | 2017年2月19日  | - Golden★Star → Team U → Elegant☆Star - 派生ユニット「Lady Note from OS☆U」元メンバー。 - 卒業と同時に芸能界からも卒業。 |
| 関谷 美咲 （せきや みさき）                         | 2003年1月11日（22歳）  | 愛知県   | 6期   | 2017年2月25日  | - Glowing☆Star - 上京し夢を叶える為に卒業。 |
| 望月 綾乃 （もちづき あやの）                       | 1996年12月13日（28歳） | 名古屋市 | 4期   | 2017年3月5日   | - Golden★Stars → Team O → Cheerful☆Star - 派生ユニット「Lady Note from OS☆U」元メンバー。 |
| 越智 梓葉 （おち あずは）                           | 1997年1月11日（28歳）  | 愛知県   | 6期   | 2017年3月28日  | - Glowing☆Star - エステティシャンになるため卒業。 |
| 甲斐 彩花 （かい あやか）                           | 2000年4月16日（25歳）  | 名古屋市 | 4期   | 2017年5月18日  | - Golden★Stars → Team U → Glowing☆Star - 派生ユニット「まねきねこ from OS☆U」元メンバー。 - 学業に専念するため卒業。 |
| 三浦 凛花 （みうら りんか）                         | 1999年7月20日（26歳）  | -        | 7期   | 2017年6月1日   | |
| 清里 千聖 （きよさと ちせい）                       | 1993年6月18日（32歳）  | 愛知県   | 1期   | 2017年11月11日 | - 初代キャプテン。 - Platinum☆Stars → Team O → Elegant☆Star - 派生ユニット「Lady Note from OS☆U」元メンバー。 - 東海地区選抜アイドルユニット「7☆3」の初期メンバー、センターとして活動もしていた。 - 2017年4月よりZIP-FMのミュージックナビゲーターとして活動を開始、卒業後も活動中。 |
| 大野 咲貴 （おおの さき）                           | 1994年5月2日（31歳）   | -        | 3期   | 2017年12月30日 | - Silvery☆Stars → Team U → Cheerful☆star - 派生ユニット「まねきねこ from OS☆U」元メンバー。 - >東海地区選抜アイドルユニット「7☆3」の初期メンバーとして活動もしていた。 - 就職のため卒業。                                                                                           |
| 八角 瑛子 （やすみ えいこ）                         | 1995年12月16日（29歳） | 愛知県   | 2.5期 | 2017年12月30日 | - Platinum☆Stars → Team S → Cheerful☆star - 派生ユニット「まねきねこ from OS☆U」元メンバー。 - 東海地区選抜アイドルユニット「7☆3」の初期メンバーとして活動もしていた。 - 卒業後は女優として活動中。                                                                                 |
| 高橋 萌 （たかはし もえ）                           | 1993年2月25日（32歳）  | 名古屋市 | 1期   | 2018年7月15日  | - Platinum☆Stars → Team S → Elegant☆Star → smile☆star - 派生ユニット「まねきねこ from OS☆U」元メンバー。 - 卒業後はFM AICHIのパーソナリティとして活動中。 |
| 石原 優衣 （いしはら ゆい）                         | 2000年10月11日（24歳） | 愛知県   | 6期   | 2018年12月27日 | - Glowing☆Star → smile☆star - 美容関係の仕事を目指すため卒業。 |
| 池田 にこ （いけだ にこ）                           | 2001年5月23日（24歳）  | -        | 8期   | 2019年1月20日  | - smile☆star - 学業に専念するため卒業。 |
| 志田梨奈 （しだ りな）                              | 1996年10月24日（28歳） | -        | 9期   | -              | |
| 荒木 美穂 （あらき みほ）                           | 1997年2月14日（28歳）  | 愛知県   | 3期   | 2019年4月21日  | - Silvery☆Stars → Team S → Cheerful☆star → smile☆star - 派生ユニット「まねきねこ from OS☆U」元メンバー。 - 卒業後は「新木美帆」名義で「絶対平和主義」メンバーとして活動した。 - 演劇集団イルカボーイズメンバー。                                                                    |
| 橋本 千央 （はしもと ちひろ）                       | 1997年10月3日（27歳）  | 愛知県   | 8期   | 2019年5月12日  | - smile☆star - 学業に専念するため卒業。 - 卒業後は「小椋千央」名義で舞台役者・薬剤師として活動している。 |
| 杉浦 希香 （すぎうら あすか）                       | 2001年10月23日（23歳） | -        | 8期   | 2019年5月18日  | - pop☆star - 体調不良により活動休止後、予定していた卒業公演を行わず活動辞退。 |
| 朝日 ひな （あさひ ひな）                           | 2003年5月25日（22歳）  | 愛知県   | 8期   | 2020年4月2日   | - pop☆star - 派生ユニット「pop☆star」元メンバー。 - 卒業後は「ひなりん」名義でラッパーとしてソロ活動中。 - にぎわいファクトリー名古屋からエックスホールディングスに移籍。 |
| 野田 若菜 （のだ わかな）                           | 2000年6月21日（25歳）  | -        | 10期  | 2020年4月2日   | 学業に専念するため卒業。 |
| 砂田 雫 （すなだ しずく）                           | 1999年9月21日（25歳）  | -        | 10期  | 2020年8月31日  | 学業と就職活動に専念するため卒業。 |
| 荻野 心 （おぎの こころ）                           | 2005年6月7日（20歳）   | 愛知県   | 11期  | 2020年9月3日   | 一身上の都合により活動辞退。 |
| 鳴大晴咲 （なりた せいら）                          | 2003年9月8日（21歳）   | -        | 11期  | 2020年10月19日 | 学業に専念するため活動辞退。 |
| 星野 麻里愛 （ほしの まりあ）                       | 2000年10月28日（24歳） | 岐阜県   | 4期   | 2020年12月12日 | - Golden★Stars → Glowing☆Star → Team O → pop☆star - 派生ユニット「まねきねこ from OS☆U」「pop☆star」元メンバー。 - 卒業後はモデルなどマルチに活動している。 - アイドルグループ「Aim」プロデューサー。                                                                               |
| 白戸 遥 （しらと はるか）                           | 2002年1月4日（23歳）   | 愛知県   | 7期   | 2020年12月12日 | - pop☆star - 派生ユニット「pop☆star」元メンバー。 - 卒業後はモデルなどマルチに活動している。 |
| 橘 杏佳 （たちばな きょうか）                       | 2003年5月16日（22歳）  | -        | 11期  | 2022年3月18日  | - 活動休止後、学業に専念するため卒業。 - 卒業後はグラビアやモデルとして活動している。 |
| 小夏 ゆあな （こなつ ゆあな）                       | 2007年6月10日（18歳）  | 稲沢市   | 10期  | 2022年6月4日   | 諸事情により卒業、理由や卒業後に関しては明言されていない。 |
| 伊咲 萌香 （いさき もえか）                         | 1999年3月16日（26歳）  | 愛知県   | 9期   | 2022年9月17日  | - 派生ユニット「pop☆star」元メンバー。 - 卒業の理由や卒業後に関しては明言されていない。 |
| 松本 莉恋 （まつもと りこ）                         | 2002年5月21日（23歳）  | 愛知県   | 9期   | 2022年9月17日  | - 派生ユニット「創世記少女 -Genesis Girl-」元メンバー。 - 卒業の理由や卒業後に関しては明言されていない。 |
| 斉藤 めぐ （さいとう めぐ）                         | 1996年6月27日（29歳）  | 愛知県   | 3期   | 2022年11月13日 | - 2代目キャプテン（2017年12月30日 - 2021年4月17日）。 - Silvery☆Stars → Team O → Cheerful☆star → smile☆star - 派生ユニット「まねきねこ from OS☆U」元メンバー。 - 卒業後はシンガーソングライターとして活動中。 - OS☆U姉妹ユニット「OS☆K」プロデューサー。                            |
| 絢瀬 ヒカル （あやせ ひかる）                       | 2004年5月29日（21歳）  | -        | 12期  | 2023年2月1日   | - 2022年3月19日OS☆U姉妹ユニット「OS☆K」に加入。 - 同年6月4日に12期として移籍。 - 同年7月19日に学業専念の為活動休止が発表されたが､2023年2月1日活動辞退とソロシンガーへ転向することが発表され､同日付でOS☆Uとしての活動終了。                                                          |
| 河口 莉子 （かわぐち りこ）                         | 2003年2月26日（22歳）  | -        | 12期  | 2023年2月27日  | - 体調不良により脱退。 - 療養期間を経て2023年10月14日姉妹ユニット「OS☆K」に復帰。 |
| 井川 なつ （いがわ なつ）                           | 1998年12月20日（26歳） | 愛知県   | 8期   | 2023年3月11日  | - pop☆star - 派生ユニット「pop☆star」元メンバー。 - 新しい道へ進むため卒業。 |
| 山本 紗愛 （やまもと さな）                         | 1999年10月22日（25歳） | -        | 10期  | 2023年6月4日   | 卒業の理由や卒業後に関しては明言されていない。 |
| 香田 メイ （こうだ めい）                           | 2002年5月5日（23歳）   | 愛知県   | 5期   | 2023年9月2日   | - Glowing☆Star → Team ☆ → smile☆star - 派生ユニット「Lady Note from OS☆U」元メンバー。 - 在籍中兼任していた派生ユニット「Genesis Girl」として東京で活動するため卒業。並行して役者としても活動している。                                                                             |
| 江本 梨花 （えもと りか）                           | 1998年11月6日（26歳）  | -        | 10期  | 2023年12月30日 | 卒業後はマネージャーとして在籍。 |
| 佐々木 菜摘 （ささき なつみ）                       | 1997年2月6日（28歳）   | 愛知県   | 8期   | 2024年1月13日  | - 派生ユニット「pop☆star」兼務。 |
| 夏川 愛実 （なつかわ あみ）                         | 1999年2月1日（26歳）   | 愛知県   | 7期   | 2024年3月9日   | - 3代目キャプテン（2021年4月17日 - ） - 派生ユニット「pop☆star」兼務。 |
| 鈴明 華（すずめ はな）                              | 2005年5月20日（20歳）  | 四日市市 | 14期  | 2024年5月20日  | |
| 蒼井 湊（あおい みなと）                            | 2004年7月28日（21歳）  |          | 12期  | 2024年6月19日  | |
| 新山 恋歌 （にいやま れんか）                       | 2006年4月30日（19歳）  |          | 14期  | 2024年7月22日  | 2024年4月6日姉妹ユニット「OS☆K」より移籍。 |
| 夏木 寧音 （なつき ねね）                           | 2004年8月21日（20歳）  |          | 13期  | 2025年2月9日   | 2023年8月6日姉妹ユニット「OS☆K」より移籍。 |
| 飯仲 菜心 （いいなか なこ）                         | 2007年5月8日（18歳）   |          | 13期  | 2025年3月16日  | 2024年4月6日姉妹ユニット「OS☆K」より移籍。 |
| 織原 さくら （おりはら さくら）                     | 2010年4月10日（15歳）  |          | 13期  | 2025年5月29日  | 2023年8月6日姉妹ユニット「OS☆K」より移籍。 |
| 板垣 有砂 （いたがき ありさ）                       | 2003年1月8日（22歳）   |          | 13期  | 2025年6月13日  | 2023年8月6日姉妹ユニット「OS☆K」より移籍。 |
| 清瀬 真帆 （きよせ まほ）                           | 1998年6月30日（27歳）  | 岐阜県   | 12期  | 2025年6月30日  | 元「アイドル教室」メンバー。 |

### チーム、派生ユニット構成
◾️pop☆star
夏川愛実、佐々木菜摘

## 作品
※順位はオリコンウィークリーチャート最高位。

### シングル
|      | 発売日         | タイトル | レーベル                          | 規格品番                                            | 販売形態                                 | 順位   |
| ---- | -------------- | --- | --------------------------------- | --------------------------------------------------- | ---------------------------------------- | ------ |
| 1st  | 2010年10月16日 | kiss!kiss!! 〜地図にない道標〜 | -                                 | -                                                   | CD                                       | 対象外 |
| 2nd  | 2010年12月14日 | Merry Christmas!! | -                                 | -                                                   | CD                                       | 対象外 |
| 3rd  | 2011年3月15日  | girls☆girls talk! | -                                 | -                                                   | CD                                       | 対象外 |
| 4th  | 2011年6月25日  | Surfing Striker | -                                 | -                                                   | CD                                       | 対象外 |
| 5th  | 2012年4月15日  | ダメもとLOVE | -                                 | -                                                   | CD                                       | 対象外 |
| 6th  | 2012年12月5日  | A-GIRL | AMEYOKO SOUND                     | OAYB-1001                                           | CD                                       | 107位  |
| 7th  | 2013年3月20日  | We are OS☆U / アイのカタチ | -                                 | -                                                   | CD                                       | 対象外 |
| 8th  | 2014年3月29日  | もうすぐkissだよ★ | -                                 | -                                                   | CD                                       | 対象外 |
| 9th  | 2014年4月23日  | 泣いてたまるか、ハートのお引越し | eyo Records                       | AQCD-1405                                           | CD                                       | 82位   |
| 10th | 2014年8月20日  | ちゅるんちゅるんに気がついて! | eyo Records                       | AQCD-1406                                           | CD                                       | 138位  |
| 11th | 2015年3月18日  | - ガンガン☆ダンス / 君のために... （TeamO Ver.） - ガンガン☆ダンス / 君のために... （TeamS Ver.） - ガンガン☆ダンス / 君のために... （TeamU Ver.） - ガンガン☆ダンス / 君のために... （大須 Ver.） | にぎわいファクトリー名古屋、I.Y.O | - XNAV-10001 - XNAV-10002 - XNAV-10003 - XNAV-10004 | - CD - CD - CD - CD - ミュージックカード | 2位    |
| 12th | 2015年7月28日  | 純真カリビアン / I.N.G!!! | にぎわいファクトリー名古屋、I.Y.O |                                                     | CD                                       | 8位    |

#### まねきねこ from OS☆U
|     | 発売日        | タイトル | レーベル                   | 規格品番                                            | 販売形態            | 順位 |
| --- | ------------- | --- | -------------------------- | --------------------------------------------------- | ------------------- | ---- |
| 1st | 2015年7月29日 | - 純真カリビアン / I.N.G!!!（タイプA） - 純真カリビアン / I.N.G!!!（タイプB） - 純真カリビアン / I.N.G!!!（タイプC） - 純真カリビアン / I.N.G!!!（タイプD） | ビクターエンタテインメント | - VICL-37079 - VICL-37080 - VICL-37081 - VICL-37082 | - CD - CD - CD - CD | 16位 |

### ベストアルバム
|     | 発売日        | タイトル        | 規格品番 | 収録内容 |
| --- | ------------- | --------------- | -------- | --- |
| 1st | 2013年8月18日 | OS☆U BEST vol.1 | -        | - 1. Kiss!Kiss!!〜地図にない道標〜 - 2. 24-twenty four - 3. Surfing Striker - 4. girls☆girls talk! - 5. ダメもとLOVE - 6. うぬぼ〜れカフェオーレ |
| 2nd | 2013年8月18日 | OS☆U BEST vol.2 | -        | - 1. bluemoon（new ver.） - 2. XXXMORAL - 3. アイのカタチ - 4. 消防団HERO - 5. We are OS☆U                                                       |

### ミニアルバム
|     | 発売日        | タイトル        | 規格品番 | 収録内容 |
| --- | ------------- | --------------- | -------- | --- |
| 1st | 2013年8月18日 | present for you | -        | - 1. PUZZLE/清里千聖 - 2. ロールケーキ☆トレイン/伴かなみ - 3. 風をかんじながら/森咲智美 - 4. PUZZLE/清里千聖（inst ver.） - 5. ロールケーキ☆トレイン/伴かなみ（inst ver.） - 6. 風をかんじながら/森咲智美（inst ver.） - Bonus Track - 7. メガネっ娘の唄（Live ver.） |

### タイアップ
| 楽曲                               | タイアップ                                                             |
| ---------------------------------- | ---------------------------------------------------------------------- |
| girls☆girls talk!                  | ドラス『ハローキティといっしょ!ブロッククラッシュV』エンディングテーマ |
| A-GIRL                             | 大須アメ横ビルイメージソング                                           |
| アイのカタチ                       | 愛知県赤十字血液センター公式テーマソング                               |
| 泣いてたまるか、ハートのお引っ越し | NHKオンデマンド公式テーマソング                                        |
| ガンガン☆ダンス                    | CBCテレビ「Music ピーパーTV」2015年3月エンディングテーマ               |
| ガンガン☆ダンス                    | CBCテレビ「なないろDREAM TV」2015年2月エンディングテーマ               |
| キミはHERO                         | 名古屋競輪場イメージソング（2016年4月）                                |
| もうすぐkissだよ★                  | 東海ラジオミッドナイトスペシャル「アイドル3」登場コーナー曲            |

### 映像作品
- 『春恋歌 Promotion Video』（2012年）
- 『OS☆U 3rd Anniversary LIVE at ZEPP NAGOYA』（2013年11月29日）- ライブDVD・Blu-ray
- 『超絶元気発信 押忍！押す！OS☆U！Energy2 2014 Live in Zepp Nagoya』（2015年2月14日）

### 参加作品
- 「ご当地アイドルNO.1決定戦「U.M.U AWARD 2011」 〜地域活性アイドル大図鑑〜」（2012年4月11日、POCS-1204）- ライブCD
- 『IDOL WAVE』（2014年1月15日、ZINE-1003）- コンピレーションアルバムCD
- 『ご当地アイドルNO.1決定戦「U.M.U AWARD 2011」 〜地域活性アイドル大図鑑〜』（2012年4月11日、POBD-60419）- ライブDVD

## 出演

### テレビ
- サンドウィッチマンのご当地アイドル発掘団（2011年4月2日、TOKYO MX）
- オーシャンズTV（2012年12月 - 2013年9月17日、東海テレビ）
- おすばん（2013年4月5日 - 、スターキャットチャンネル）[79]
- 名古屋のアイドルさがし アイドルやっとる〜ん（2020年1月1日[80] - 、アイドル専門チャンネルPigoo）

### ラジオ
- 大須アメ横プレゼンツ OS☆U We are 大須LOVERS（2013年4月5日 - 、エフエム愛知）[81]
- OS☆Uのトリセツ（2015年4月3日 - 2017年3月31日、CBCラジオ） - うしみつドキドキ!枠内[82]
- アイドル3（東海ラジオミッドナイトスペシャル内コーナー、東海ラジオ）
- PEEPS!（2017年4月5日 - 2020年3月31日、ZIP-FM） - 清里のみ出演
- FUNNY BUDDY（2018年4月7日 - 2020年3月28日、ZIP-FM） - 清里のみ出演

### インターネット
- 経済産業省・中小企業庁サイト「ものづくり★プライド 注目支援施策を活用した成果事例」 - 東海エリア代表として参加（2016年3月）[83]

### CM
- 大須商店街年末セール（2010年）
- CBC自動車学校（2011年）[84]
- 昭和食堂（2011年）
- 株式会社鈴木栄光堂（イーグル製菓株式会社）（バレンタイン編）（2011年）[85]
- 赤から（2011年7月14日 - 、甲羅グループ）
- クラフト（2013年）
- 小樽洋菓子舗LeTAO（2014年）
- 魚魚丸（2021年）

### イベント
- ナゴリンライブ（2010年12月19日、NAGORIN）
- DISCOTHEQUE RENASCENCE 2010（2010年12月25日、X-HALL）
- 万松寺節分行事（2011年2月3日、萬松寺）
- 商店街だけでなく過疎の町も元気にしてしまえ大作戦 第一弾!「奥矢作峡」（2011年2月26日、紫翠閣とうふや）
- 定光寺チャリティ奉納神楽来舞（2011年4月10日、定光寺）
- サンドウィッチマンのご当地アイドル発掘団 夏祭り!（2011年8月13日、原宿アストロホール）
- ご当地アイドルNo.1決定戦 U.M.U AWARD 2011 〜地域活性アイドル大図鑑〜（2011年12月27日、新宿明治安田生命ホール）
- 第69回日本選手権競輪（2016年3月、名古屋競輪場）

### 連載
- 読売新聞（2013年4月4日 - 、読売新聞中部支社） - 毎週木曜日「OS☆U新聞部」[86]。
- 月刊ドラゴンズ - （2013年3月22日 - 、中日新聞社） - 4月号より「OS☆U野球部」。

### キャンペーン・イメージキャラクターなど
- あおなみ戦隊24（あおなみ線イメージキャラクター、2012年4月1日 - 2013年3月31日）
- PLAY! AICHI特派員（愛知県、2012年7月17日 - ）
- 献血大使（日本赤十字社 愛知県赤十字血液センター、2013年3月20日 - ）[87]
- あいちJA-SS オフィシャル セーフティ ユニット（2013年5月21日 - ）[88] - あいちJA-SS 安全運転・応援サポーター
- NHK「全国『あまちゃん』マップ！あなたの町おこしキャンペーン」地元サポーター（2013年8月 - 2014年3月）[89]
- NHK「恋する地元キャンペーン」地元サポーター（2014年4月 - ）
- 2014年度NHKオンデマンド公式イメージキャラクター（2014年4月 - ）
- なごやオレンジリボン広め隊（名古屋市、2014年5月1日 - ）
- 海の安全守り隊（第四管区海上保安本部、2015年1月15日 - ）[90]
- あいちエコアクション広報部（愛知県、2015年2月7日 - ）[91]
- 郷土♡（あい）盛り上げ隊（全国県人会東海地区連絡協議会「ふるさと全国県人会まつり」、2015年8月26日）[92]
- 『八十亀ちゃんかんさつにっき』広報大使（2019年）[93]
- 大須商店街 × NTT西日本　コラボによる「大須店探しプロジェクト」（アンバサダーとして参加した記者発表会、2020年10月21日 - ）

## OS☆K
OS☆K（オーエスケー）は、OS☆Uの姉妹ユニット。

### メンバー
| 氏名                            | 生年月日（年齢）       | 加入日         | 備考                     |
| ------------------------------- | ---------------------- | -------------- | ------------------------ |
| 姫川 かな （ひめか わかな）     | 2009年1月7日（16歳）   | 2022年8月6日   |                          |
| 山田 愛莉 （やまだ あいり）     | 2010年5月5日（15歳）   | 2022年8月6日   |                          |
| 星乃 ユナ （ほしの ゆな）       | 2008年11月13日（16歳） | 2023年5月3日   | [ 注 2 ]                 |
| 紗蘭ひまり （さらん ひまり）    | 2010年7月21日（15歳）  | 2023年5月3日   |                          |
| 河口 莉子 （かわぐち りこ）     | 2003年2月26日（22歳）  | 2023年10月14日 |                          |
| 桐田 ありす （きりた ありす）   | 2006年9月22日（18歳）  | 2024年1月8日   |                          |
| 凪野 伶 （なぎの れい）         | 2004年11月10日（20歳） | 2024年1月8日   |                          |
| 永倉 樺乃 （ながくら かの）     | ????年??月??日         | 2024年8月3日   |                          |
| 乙田 はるか （おとた はるか）   | 2009年11月11日（15歳） | 2024年8月3日   |                          |
| 花咲 璃里華 （はなさき りりか） | ????年??月??日         | 2024年8月3日   |                          |
| 叶恋 えり （かれん えり）       | ????年??月??日         | 2024年8月3日   |                          |
| 橘 華夜 （たちばな かよ）       | ????年??月??日         | 2024年8月3日   |                          |
| 佐伯 茉菜美 （さえき まなみ）   | ????年??月??日         | 2024年8月3日   |                          |
| 秋原 かなみ （あきはら かなみ） | ????年??月??日         | 2024年8月3日   |                          |
| 神谷 せいん （かみや せいん）   | ????年??月??日         | 2024年8月3日   |                          |
| 清水 帆楓 （しみず ほのか）     | 2007年4月13日（18歳）  | 2024年8月3日   |                          |
| 桃川 ひの （ももかわ ひの）     | ????年??月??日         | 2024年8月3日   |                          |
| 白衣 菜々華 （しらい ななか）   | 2008年7月4日（17歳）   | 2024年8月3日   | X(旧Twitter) @osk_nanaka |
| 幸村 一花 （ゆきむら いちか）   | ????年??月??日         | 2024年8月3日   | OS☆U 幸村望叶の実妹      |

### 元メンバー
| 氏名                            | 生年月日（年齢）       | 加入日        | 最終活動日     | 備考                                                                   |
| ------------------------------- | ---------------------- | ------------- | -------------- | ---------------------------------------------------------------------- |
| 一之瀬 天葉 （いちのせ そらは） | 2002年10月5日（22歳）  | 2021年9月23日 | 2021年10月29日 | 学業専念のため脱退。                                                   |
| 宇佐美 みい （うさみ みい）     | 2003年8月25日（21歳）  | 2021年9月23日 | 2022年4月4日   | 学業専念のため脱退。                                                   |
| 羽乃 花音 （はの かのん）       | 2003年6月22日（22歳）  | 2021年9月23日 | 2022年5月30日  | 契約違反により解雇。                                                   |
| 小夏 ゆあな （こなつ ゆあな）   | 2007年6月10日（18歳）  | 2021年9月23日 | 2022年6月4日   | OS☆U卒業に伴い、同時に卒業。                                           |
| 出雲 やえ （いずも やえ）       | 2009年5月9日（16歳）   | 2021年9月23日 | 2022年6月4日   | OS☆Uへ移籍。                                                           |
| 絢瀬 ヒカル （あやせ ひかる）   | 2004年5月29日（21歳）  | 2022年3月19日 | 2022年6月4日   | OS☆Uへ移籍→2023年2月1日活動辞退。                                      |
| 蒼井 湊 （あおい みなと）       | 2004年7月28日（21歳）  | 2021年9月23日 | 2023年3月24日  | OS☆Uへ移籍。                                                           |
| 西野 心桜 （にしの こころ）     | 2009年4月12日（16歳）  | 2021年9月23日 | 2023年4月29日  | O2へ移籍。                                                             |
| 南 みゆか （みなみ みゆか）     | 2005年10月10日（19歳） | 2021年9月23日 | 2023年4月29日  | O2へ移籍。                                                             |
| 桃瀬 ひより （ももせ ひより）   | 2006年11月2日（18歳）  | 2021年9月23日 | 2023年4月29日  | O2へ移籍。                                                             |
| 夢乃 心咲 （ゆめの みさき）     | 2006年11月22日（18歳） | 2021年9月23日 | 2023年4月29日  | O2へ移籍。                                                             |
| 野原ゆい菜 （のはらゆいな）     | 2008年5月13日（17歳）  | 2022年8月6日  | 2023年4月29日  | O2へ移籍。                                                             |
| 里苺 樹奈 （さとまい じゅな）   | 2007年3月9日（18歳）   | 2023年5月3日  | 2023年6月30日  | 学業専念のため脱退。                                                   |
| 七瀬 なな （ななせ なな）       | 2006年7月15日（19歳）  | 2021年9月23日 | 2023年7月15日  | 学業専念のため卒業。女優・グラビアモデルの七瀬ななとは同姓同名の別人。 |
| 織原 さくら （おりはら さくら） | 2010年4月10日（15歳）  | 2021年9月23日 | 2023年8月6日   | OS☆Uへ移籍。                                                           |
| 板垣 有砂 （いたがき ありさ）   | 2003年1月8日（22歳）   | 2023年5月3日  | 2023年8月6日   | OS☆Uへ移籍。                                                           |
| 夏木寧音 （なつきねね）         | 2004年8月21日（20歳）  | 2023年5月3日  | 2023年8月6日   | OS☆Uへ移籍。                                                           |
| 一ノ瀬 まい （いちのせ まい）   | 2006年6月20日（19歳）  | 2023年5月3日  | 2023年10月31日 | 学業との両立が難しくなったため脱退。                                   |
| 美森 悠吏 （みもり ゆうり）     | 2002年7月20日（23歳）  | 2023年5月3日  | 2023年12月16日 | 一身上の都合により活動を終了。                                         |
| 松永 あいか （まつなが あいか） | 2009年6月25日（16歳）  | 2021年9月23日 | 2023年12月23日 | 学業専念のため卒業。                                                   |
| 飯仲 菜心 （いいな かなこ）     | 2007年5月8日（18歳）   | 2023年5月3日  | 2024年4月6日   | OS☆Uへ移籍。                                                           |
| 鈴明 華 （すずめ はな）         | 2005年5月20日（20歳）  | 2023年5月3日  | 2024年4月6日   | OS☆Uへ移籍。                                                           |
| 新山 恋歌 （にいやま れんか）   | 2006年4月30日（19歳）  | 2023年5月3日  | 2024年4月6日   | OS☆Uへ移籍。                                                           |
| 幸村 望叶 （ゆきむら もか）     | 2001年6月9日（24歳）   | 2024年1月8日  | 2024年4月6日   | OS☆Uへ移籍。                                                           |
| 中西 ここな （なかにし ここな） |                        | 2024年1月8日  | 2024年4月24日  | 学業専念のため活動辞退。                                               |
| 中西 あんな （なかにし あんな） |                        | 2024年1月8日  | 2024年4月24日  | 学業専念のため活動辞退。                                               |
| 青松 奈央 （あおまつ なお）     | 2006年4月28日（19歳）  | 2024年1月8日  | 2024年4月29日  | O2へ移籍。                                                             |
| 宮川 耀 （みやがわ ひかり）     | 2008年8月17日（16歳）  | 2024年1月8日  | 2024年4月29日  | O2へ移籍。                                                             |
| 寶船 うた （ほうせん うた）     |                        | 2024年8月3日  |                |                                                                        |

### 作品
- Try Me（2022年2月14日）[101]
- Fly High!!! 〜Dream Train〜（2022年4月25日）[102]

### 出演
- 一日警察署長 三重県津警察署（2022年9月23日）南みゆか [103]